# Dangerous World Tour
Il Dangerous World Tour è stato il secondo tour mondiale da solista del cantautore e ballerino statunitense Michael Jackson, intrapreso tra il 1992 e il 1993 a supporto del suo ottavo album in studio, Dangerous.
Il tour iniziò a Monaco di Baviera, in Germania, il 27 giugno 1992 davanti ad una folla di 75.000 spettatori, per poi spostarsi nel resto d'Europa facendo tappa anche in Italia, a Roma il 4 luglio e a Monza il 6 e 7 luglio 1992. La tournée dovette però concludersi con largo anticipo, a causa di alcune accuse di presunte molestie su minore mosse contro Jackson, l'11 novembre 1993 a Città del Messico dopo cinque spettacoli sold out allo Stadio Azteca che radunarono circa 600.000 spettatori, infrangendo il record mondiale precedente per «la serie di concerti di maggior successo della storia» stabilito dallo stesso Jackson durante il Bad World Tour al Wembley Stadium di Londra.
In totale Jackson eseguì 69 concerti in 26 nazioni tra Europa, Asia, Sud America e Nord America. Il tour ebbe un totale di 4 milioni di spettatori, con un incasso complessivo di 136 milioni di dollari dell'epoca, rendendolo in quel momento il secondo tour di maggior successo di sempre per un artista solista, dietro al precedente Bad World Tour dello stesso Jackson. I ricavi personali del cantante generati dal tour furono interamente devoluti in beneficenza alla Heal the World Foundation, fondazione creata dallo stesso artista in difesa dei diritti dei bambini e per aiutare i più bisognosi.

## Il tour

### Antefatti, annuncio e promozione
Negli anni '80 Jackson aveva intrapreso le due tournée di maggior successo di tutti i tempi: il Victory Tour coi The Jacksons nel 1984 e il Bad World Tour, la sua prima tournée mondiale da solista, nel 1987-89, entrambe sponsorizzate da PepsiCo. Il 3 febbraio 1992, Jackson tenne una conferenza stampa al Radio City Music Hall di New York, dove annunciò di aver stipulato un nuovo accordo multimilionario con Pepsi, che prevedeva un secondo tour mondiale da solista per promuovere l'album Dangerous, che in poco tempo era diventato un best seller, e l'istituzione di una fondazione benefica, la Heal the World Foundation, per aiutare i bambini svantaggiati di tutto il mondo. Pepsi investì in tutto una cifra stimata intorno ai 20 milioni di dollari per pubblicizzare il tour. Durante la conferenza stampa, Jackson disse:
Il 24 giugno, con una conferenza stampa organizzata all'aeroporto londinese di Heathrow, Jackson presentò ufficialmente la Heal the World Foundation; tramite essa, l'artista inviò subito aiuti umanitari per milioni di dollari nella Bosnia colpita in quel momento dalla guerra civile.
Il giorno successivo, a Monaco di Baviera, mentre ultimava le prove prima della partenza del tour, il cui inizio era previsto proprio nella città tedesca, Jackson girò il video di Give In to Me in una fabbrica in Landberger Strasse; vi comparivano anche Slash, Gilby Clarke e Teddy Andreadis, all'epoca membri dei Guns N' Roses.

### Allestimento
Gli stadi che ospitavano i concerti del Dangerous World Tour iniziavano ad essere preparati circa una settimana prima del giorno dello spettacolo; erano necessari tre giorni per montare il palco e altrettanti per smantellarlo. Per fare fronte a più spettacoli per settimana in diversi paesi, furono progettati ben due palchi identici, con relative attrezzature. Lo staff "permanente" contava più di 160 persone, che arrivava ad oltre 230 grazie ai reclutamenti locali: questi viaggiavano su 13 pullman, mentre erano necessari 33 camion per trasportare il palco (di 80 metri di lunghezza per 30 metri di larghezza), e altri 20 per il resto del materiale; peraltro, in vista della leg europea, nel giugno 1992 fu inoltre necessario l'utilizzo di un Antonov An-124 per traslocare da Los Angeles a Londra l'intera attrezzatura, che contava oltre 200 tonnellate di equipaggiamento, due enormi schermi video, 1.000 luci, 168 amplificatori e 4 generatori di elettricità.
Per la sonorizzazione furono utilizzate 20 casse V-DOSC per ogni lato del palco e per la riproduzione delle basse frequenze erano utilizzati 40 subwoofer SB-28 disposti sotto il palco. Inoltre erano installate 20 casse DV-DOSC sotto il palco, utilizzate come frontfill in modo da sonorizzare le file immediatamente antistanti il palco.
Per la gestione dell'impianto erano utilizzati due mixer YAMAHA MC 2404 da 24 canali ciascuno.

### Preparazione e dettagli

#### I costumi

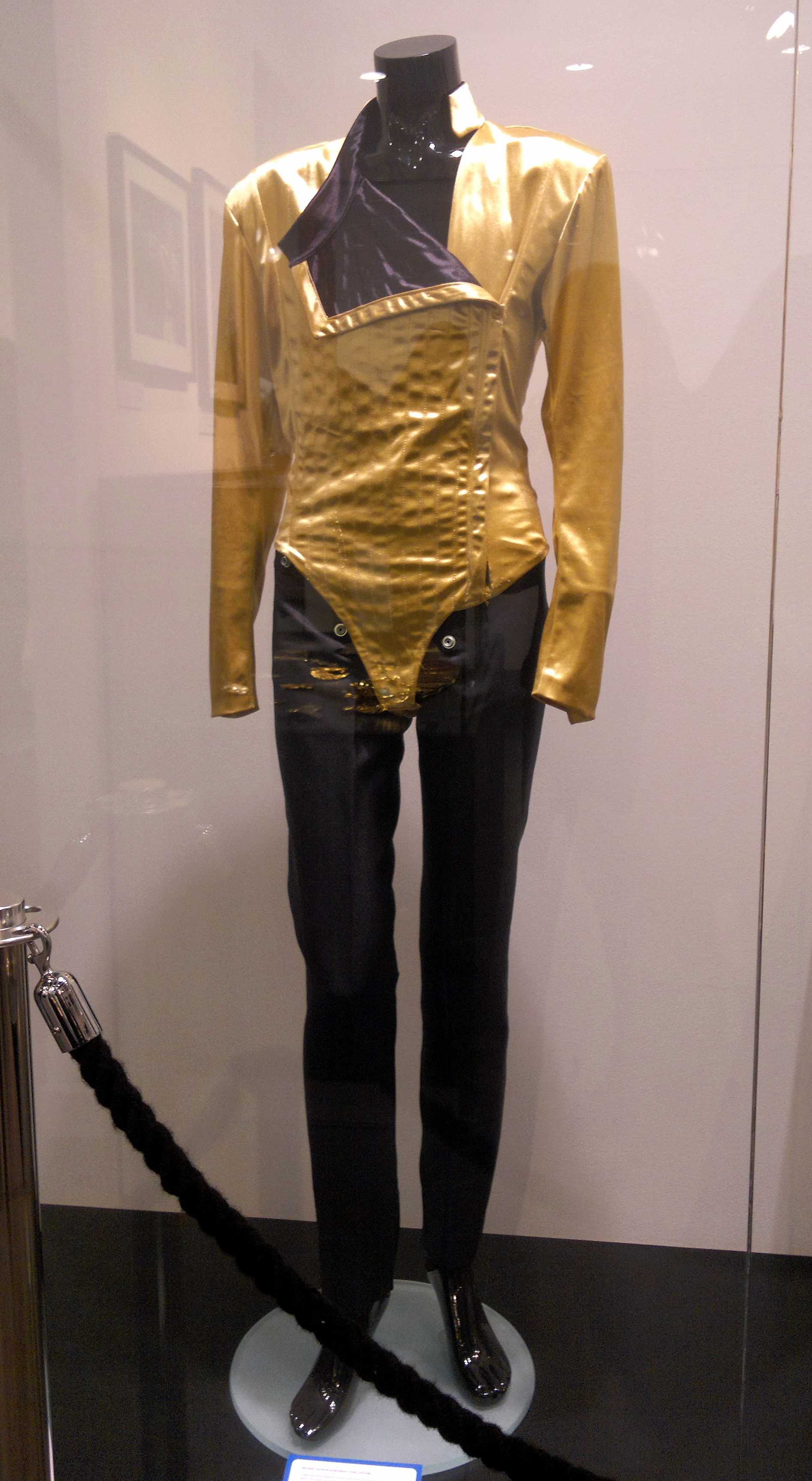
Costume indossato da Jackson durante il tour e ispirato ai costumi da scherma

Come per il precedente tour, anche per questo i costumi di Jackson e i suoi ballerini furono curati e realizzati dal duo di stilisti Michael Lee Bush e Dennis Tompkins, che Jackson aveva conosciuto sul set di Captain EO nel 1985. Per Jam, durante la parte europea del tour, l'artista indossava una giacca argentata in tessuto olografico con delle cinture argentate e dorate, mentre a partire dai concerti di Tokyo la giacca fu sostituita da una divisa completamente nera con delle cartuccere e una cintura dorate; lo stesso outfit era stato scelto per il primo concerto del tour a Monaco di Baviera e sarebbe stato poi ripreso per l'Halftime Show del Super Bowl XXVII nel 1993 e al concerto per il Sultano del Brunei nel 1996. Durante la prima metà dello spettacolo, Jackson indossava un costume dorato e nero ispirato alle divise da scherma; secondo alcune voci dell'epoca, sarebbe stato creato per lui dallo stilista Gianni Versace, mentre in realtà fu disegnato dai suoi due stilisti i quali avevano già creato un costume simile completamente in cuoio nero nel 1991, per un servizio fotografico di Herb Ritts. Molti fan e curiosi ebbero qualche perplessità, non capendo che si trattasse di un omaggio alla scherma e pensando invece che si trattasse di un body da donna o addirittura di un plagio del costume indossato da Madonna nel suo Blond Ambition Tour.

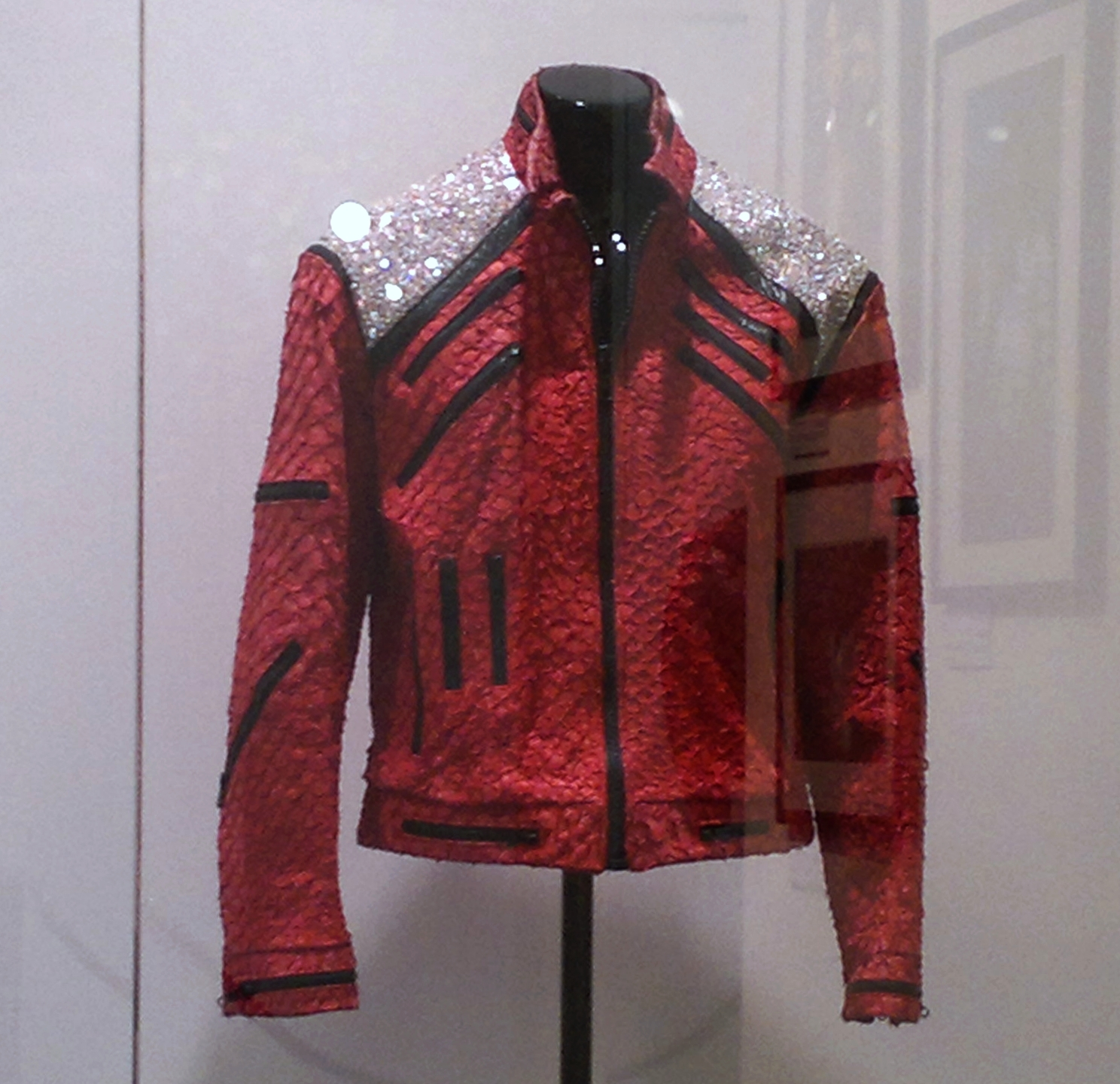
La giacca per Beat It realizzata con vere squame di pesce

Nell'esecuzione di Thriller la giacca era bianca anziché rossa come nel video originale; questo perché durante la canzone venivano usate delle luci ultraviolette e, grazie al colore bianco della giacca, la figura di Jackson risaltava di più, permettendo agli spettatori, soprattutto i più lontani, di vederlo meglio.
Per Beat It la giacca rossa del video originale venne reinventata dal duo Bush-Tompkins utilizzando vere squame di pesce tinte di rosso, con dello strass sulle spalle.

#### La band e i ballerini
La band era in gran parte la stessa del precedente Bad World Tour, con alcuni cambiamenti: Siedah Garrett, che non aveva potuto partecipare alla precedente tournée, fu confermata come corista e come seconda voce in I Just Can't Stop Loving You; il tastierista e direttore musicale Greg Phillinganes e la chitarrista Jennifer Batten, che avevano partecipato entrambi al precedente tour, vennero riconfermati ma dovettero lasciare la band a metà del tour a causa di problemi personali, venendo sostituiti rispettivamente da Brad Buxer e Becky Barksdale nella seconda parte del tour.
Jackson riconfermò nei loro ruoli una parte dei ballerini del Bad Tour, tra cui LaVelle Smith Jr, scegliendone poi ulteriori 5, tra cui l'esordiente Jamie King. Per la creazione dello spettacolo, ancora più elaborato del precedente, Jackson collaborò col regista e coreografo Kenny Ortega, dando inizio ad una collaborazione che sarebbe durata per i successivi 17 anni.

#### Lo spettacolo e gli effetti speciali

Michael Jackson si accinge a cominciare la performance di Jam, traccia d'apertura del Dangerous World Tour, a Bucarest il 1º ottobre 1992.

Lo show faceva largo uso di effetti speciali e illusioni teatrali, a partire dall'entrata in scena di Jackson sul palco, preceduta dal video Brace Yourself (letteralmente "preparati" o "stai pronto"), che mostrava in immagini la carriera della popstar e le reazioni della folla e dei fans alla sua presenza, accompagnate dalle note del poema O Fortuna dal Carmina Burana di Carl Orff. Successivamente si accendevano le luci del palco, già avvolto da una cortina di fumo, mentre in sottofondo si sentivano i rintocchi di una campana e il ruggito di una pantera; dopo pochi istanti Jackson veniva catapultato sulla parte anteriore del palco da una botola, con un effetto soprannominato "The Toaster", cioè "il tostapane", in una pioggia di effetti pirotecnici. Una volta in scena, Jackson rimaneva immobile in una posa statuaria per circa due minuti mentre il pubblico andava in delirio; dopo essersi tolto lentamente gli occhiali da sole Ray-Ban modello Aviator iniziava quindi a cantare e ballare la canzone apripista dell'album, Jam, scandita da alcuni effetti pirotecnici.

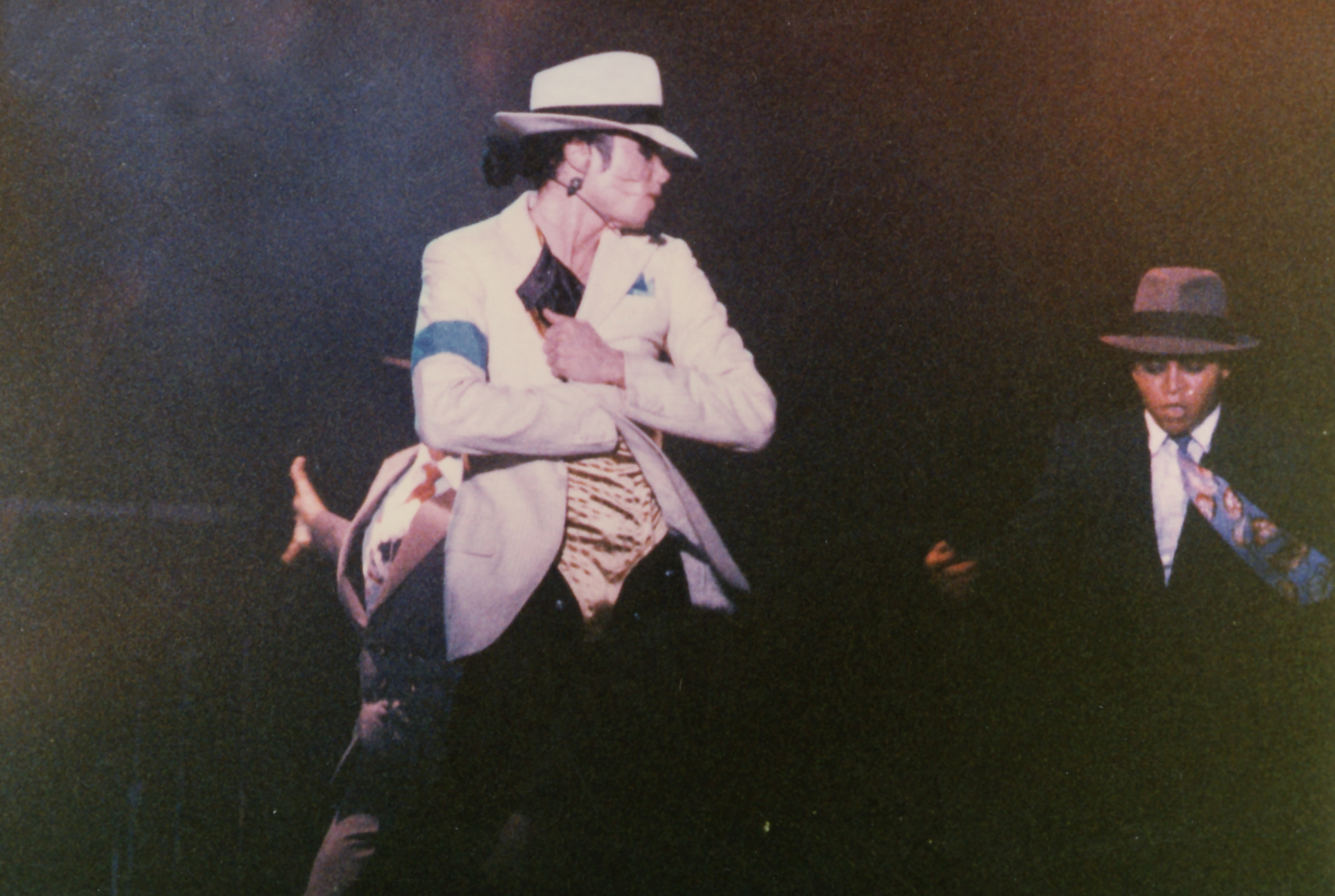
Jackson si esibisce in Smooth Criminal durante il tour

A partire da questo tour, durante Smooth Criminal Jackson eseguì dal vivo il passo soprannominato "45-egree lean", una speciale inclinazione antigravitazionale ottenuta grazie ad un'invenzione di cui egli stesso deteneva il brevetto. Come nel tour precedente, durante l'esecuzione di She's Out of My Life l'artista faceva salire sul palco una ragazza scelta tra il pubblico per ballare e cantare abbracciato a lei. Arrivati a Thriller, il palco si sollevava e rivelava una scenografia su un palco sottostante, raffigurante un cimitero e delle bare dalle quali, dopo alcune esplosioni, uscivano zombi e scheletri. Verso la fine della canzone, Jackson veniva provvisoriamente sostituito da un sosia con una maschera da lupo mannaro, e passava inosservato dietro le quinte per cambiare costume; subito dopo il palco precedentemente sollevato scendeva dall'alto, mentre Jackson iniziava ad esibirsi sulle note di Billie Jean, dando così l'illusione di essersi spostato e cambiato per la canzone in pochi secondi. Alla fine di Workin' Day and Night arrivava un altro effetto illusionistico: Jackson veniva fatto sedere su di una sedia e coperto da un telo sulla parte destra del palco; in tal modo, dopo pochi secondi di movimento del telo, questo veniva sollevato mostrando una sedia vuota mentre l'artista riappariva, nel costume di Beat It, sulla parte opposta del palco, su di un braccio meccanico che lo sollevava sopra il pubblico.

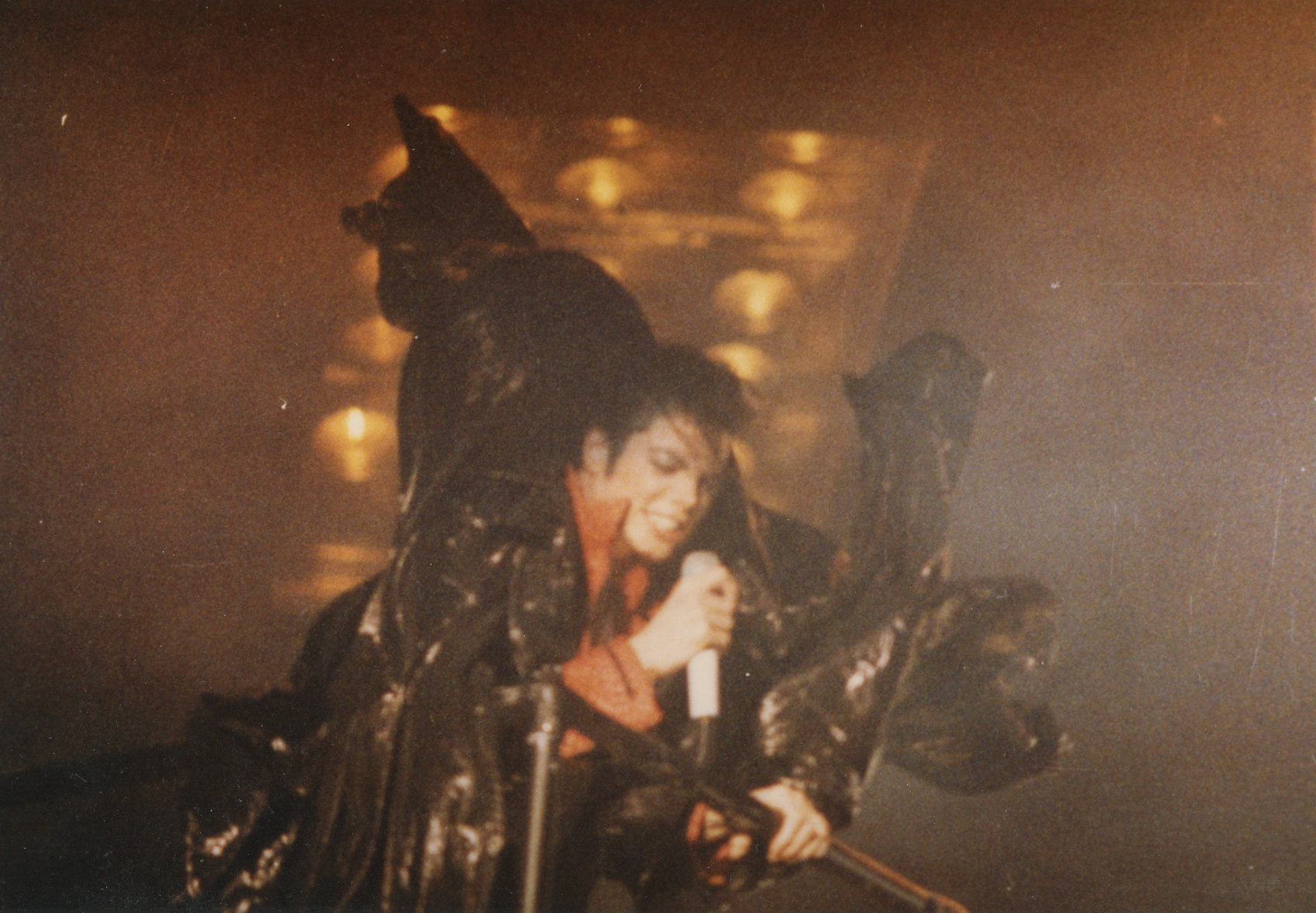
Michael Jackson sul "braccio meccanico" all'inizio di Beat It allo Stadio Brianteo di Monza il 6 luglio 1992

Al termine di Will You Be There la ballerina, ed ex olimpionica, Michelle Berube-Schneider, scendeva sul palco vestita da angelo legata a dei cavi e cingeva il cantante con le sue ali. La stessa ballerina appariva poi all'inizio di Heal the World mentre faceva volteggiare una palla che rappresentava il globo terrestre; quando la canzone si concludeva, invece, il palco si sollevava nuovamente per mostrare una scenografia con un enorme globo terrestre gonfiabile, attorno al quale Jackson, i suoi ballerini e un gruppo di bambini si disponevano per fare un girotondo. Il finale dello show era chiamato "Rocket Man": chiudendo Man in the Mirror l'artista veniva vestito da astronauta e lasciava il palco volando via con un jet pack passando sopra la folla delle prime file. In realtà, Jackson veniva sostituito poco prima, tramite un trucco scenico, dallo stuntman Kinnie Gibson, che dava però l'illusione che si trattasse ancora della popstar.

#### Cambiamenti tra la prima e la seconda parte
Lo spettacolo subì alcuni cambiamenti tra la prima e la seconda parte del tour: nei concerti del 1992 il palco si alzava e si abbassava durante Thriller, Billie Jean e Heal the World, mentre in quelli del 1993 era fisso, probabilmente per ridurre gli elevati costi di produzione. Anche la ballerina che scendeva vestita da angelo nel finale di Will You Be There non era presente nella seconda parte del tour, durante la quale Jackson concludeva la canzone spesso da solo sul palco o accompagnato da dei bambini. Workin' Day and Night e Beat It vennero invece rimosse dalla scaletta per lasciare spazio alla title track Dangerous e la gru sulla quale il cantante si esibiva all'inizio di Beat It venne spesso utilizzata all'inizio di Black or White. Il finale con Man in the Mirror e "Rocket Man" non fu eseguito in diversi concerti del 1993 per varie questioni logistiche, come per esempio a causa di una pioggia incessante durante il concerto che si tenne a Mosca.

## Scaletta

### Scaletta delle prove
Alle prove del 1992 furono eseguite anche Rock with You e Remember the Time, come mostrato da filmati di un'intera giornata di prove tenutesi in aprile presso l'Air Force Base di San Bernadino, ma i brani furono poi rimossi dalla scaletta finale per vari problemi nelle coreografie. Nel finale di Man In the Mirror inoltre, il palco si sollevava obliquamente. Workin' Day and Night, Beat It, The Way You Make Me Feel e Bad furono eseguite nelle prove generali del 15 e 16 agosto 1993, ma vennero tuttavia rimosse dalla scaletta nella seconda parte del tour anch'essi per vari problemi con le coreografie e, nel caso di Beat it, anche problemi con il braccio meccanico detto "cherry picker". Le riprese delle prove del 1992 sono trapelate dai primi anni 2000 in poi in VHS amatoriali in seguito riversate dai fan sui siti di video sharing on-line. Altre immagini delle prove del 1993 sono invece emerse sul web tra il 2013 e il 2016.

### Scaletta del tour
- 1. "Brace Yourself" (video) / "The Toaster" (introduzione)
- 2. Jam
- 3. Wanna Be Startin' Somethin'
- 4. Human Nature
- 5. Smooth Criminal
- 6. I Just Can't Stop Loving You (duetto con Siedah Garrett)
- 7. She's Out of My Life
- 8. The Jackson 5 Medley: 1
  - I Want You Back
  - The Love You Save
  - I'll Be There
- 9. Thriller
- 10. Billie Jean
- 11. "Black Panther" (scena finale del video di Black or White)
- 12. Workin' Day and Night 2
- 13. Beat It 3
- 14. Someone Put Your Hand Out (strumentale)
- 15. Will You Be There
- 16. Dangerous 4
- 17. The Way You Make Me Feel 5
- 18. Bad 6
- 19. Black or White (anticipata dallo spezzone iniziale del video della canzone con la presenza di Macaulay Culkin)
- 20. We Are the World (cori)7
- 21. Heal the World

Encore:
- 22. Man in the Mirror 9
- 23. "Rocket Man" (finale) 10

#### Variazioni
1 The Jackson 5 Medley è stato eseguito negli spettacoli tra il 27 giugno 1992 e il 23 ottobre 1993.
2 Workin' Day and Night è stata eseguita solamente negli spettacoli dal 27 giugno al 31 dicembre 1992.
3 Beat It è stata eseguita solamente negli spettacoli dal 27 giugno al 31 dicembre 1992.
4 Dangerous è stata eseguita solamente negli spettacoli dal 24 agosto all'11 novembre 1993.
5 The Way You Make Me Feel è stata eseguita solamente negli spettacoli dal 27 giugno al 15 luglio 1992 e dal 12 al 31 dicembre 1992.
6 Bad è stata eseguita solamente negli spettacoli dal 27 giugno al 15 luglio 1992 e dal 12 al 31 dicembre 1992.
7 We Are the World è stata eseguita solamente nelle ultime date del tour dai membri della band.
8 In the Closet è stata eseguita in versione strumentale prima di Man In the Mirror solo allo spettacolo del 16 settembre 1992 in onore della principessa Stefania di Monaco, presente tra il pubblico, che aveva duettato con Jackson nel pezzo sull'album.
9 Man In the Mirror è stata eseguita negli spettacoli dal 27 giugno 1992 all'11 settembre 1993, dall'8 al 10 ottobre 1993 e dal 29 ottobre all'11 novembre 1993.
10  "Rocket Man" è stato eseguito negli spettacoli dal 27 giugno 1992 all'11 settembre 1993, dall'8 al 10 ottobre 1993 e dal 29 ottobre all'11 novembre 1993.

## Accoglienza

### Spostamenti

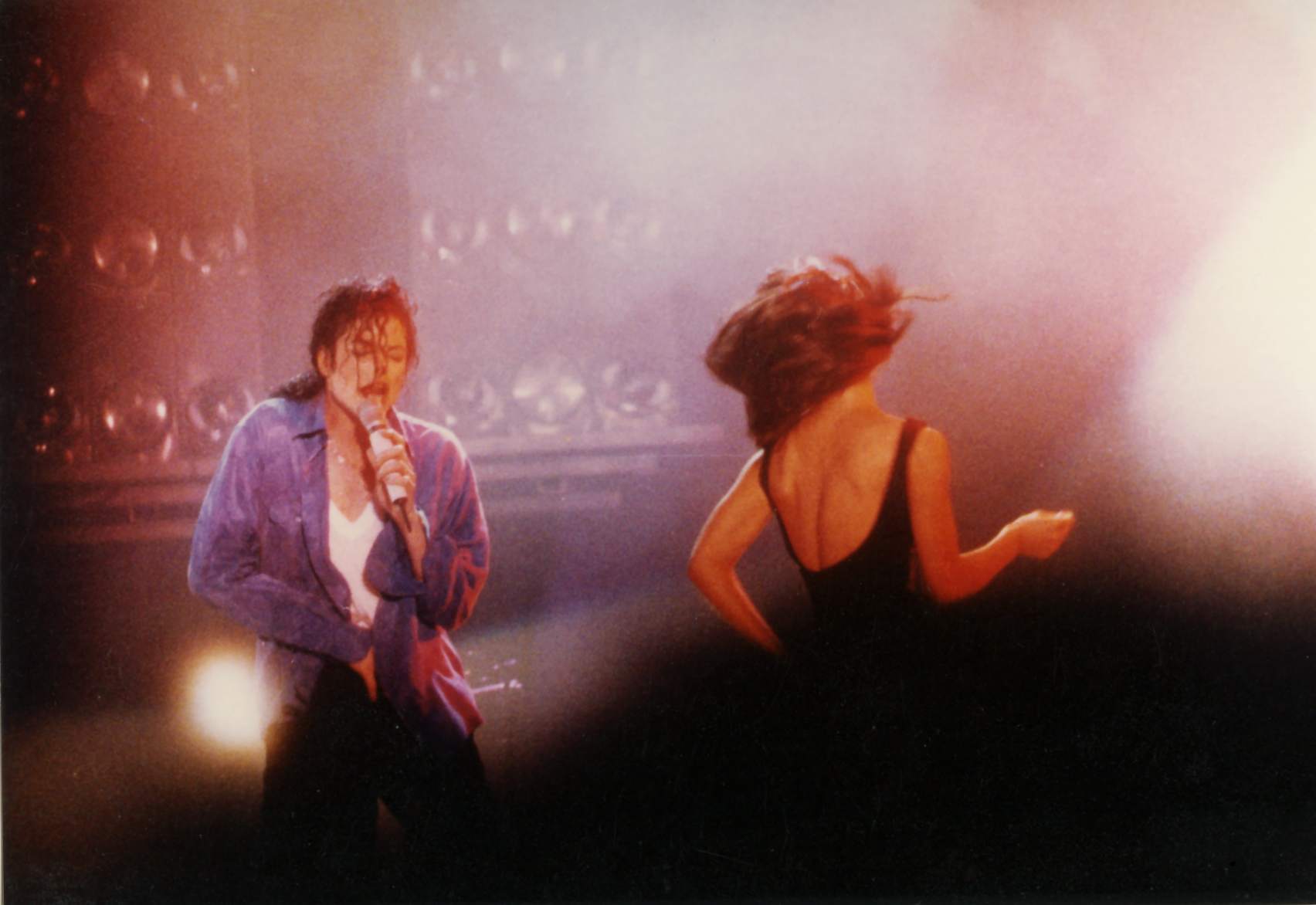
Michael Jackson mentre interpreta The Way You Make Me Feel sul palco del Dangerous Tour a Monza, il 6 luglio 1992.

Durante le prime tappe del tour in Europa, Jackson, che soffriva di aerofobia, si spostò di tappa in tappa utilizzando l'Orient Express, prenotato interamente per lui e parte del suo staff. Il 3 luglio 1992, durante il soggiorno in Italia, il cantante aveva programmato di visitare le città di Firenze e Pisa, ma fu costretto ad annullare il tutto perché la sicurezza non era sufficiente per gestire il numero di fan, giornalisti e fotografi che lo avrebbero seguito.

### Europa e Giappone
Gli spettacoli del tour europeo, tutti sold out, furono seguiti da 2 milioni di fan ed ebbero inizio il 27 giugno 1992 allo Stadio Olimpico di Monaco di Baviera, davanti a 75.000 fans. Seguirono poi i concerti tenutisi a Rotterdam prima dell'arrivo di Jackson in Italia, dove radunò più di 40.000 fans nella tappa iniziale allo Stadio Flaminio di Roma e le due serate al Brianteo di Monza, gremito da un totale di circa 50.000 spettatori.
A distanza di quattro anni, Jackson eseguì cinque concerti al Wembley Stadium di Londra, davanti a 360.000 persone, mentre a Leeds eguagliò il record del Bad World Tour, attirando nuovamente 90.000 spettatori. A Glasgow il concerto fu udito fino ad 8 miglia di distanza e, a causa delle proteste dei residenti per il volume elevato, Jackson fu bandito dal tenere ulteriori concerti nella città in futuro. Il 15 luglio Jackson tenne il suo primo spettacolo di sempre in Norvegia, mentre i concerti nelle città tedesche di Hameln, Bayreuth e Ludwigshafen divennero i più grandi eventi mai tenuti nella zona, così come quello di Tolosa in Francia, che attirò più di 40.000 spettatori, battendo ogni precedente record nazionale.
Il 1º ottobre Jackson diventò inoltre il primo artista ad esibirsi in Romania dopo la fine del regime comunista. Il concerto finale del tour europeo, tenuto allo Stadionul Național di Bucarest, divenne un evento mediatico e politico senza precedenti e venne seguito da 90.000 persone, il pubblico più grande mai radunato nel paese per un evento musicale. Lo spettacolo, trasmesso in diretta tv da HBO, fu seguito da oltre 250 milioni di spettatori, l'audience più grande nella storia del canale e della tv via cavo, facendo vincere a Jackson un CableACE Award nel 1994. I diritti tv furono acquistati da HBO per oltre 20 milioni di dollari, la cifra più alta mai pagata per un concerto. Inizialmente anche in Italia il concerto sarebbe dovuto andare in onda in diretta, ma fu poi proposto in differita da Canale 5 una settimana dopo. Anche MTV seguì la tournée, realizzando sei episodi sul tour europeo chiamati "Dangerous Diaries" nel corso del 1992.

### Asia ed Europa orientale
Sbarcato in Giappone, Jackson eseguì otto sold out al Tokyo Dome davanti a 360.000 persone: la richiesta per le date di Tokyo era stata superiore al mezzo milione di biglietti. Il 21 settembre e il 31 dicembre, durante i concerti a Oviedo e a Tokyo, Slash fece una speciale apparizione durante Black or White. Nella seconda parte del tour, l'arrivo di Jackson nel Sud-est asiatico per la prima volta nella sua carriera provocò un'isteria di massa mai vista prima: 140.000 spettatori assistettero ai concerti di Bangkok, i più grandi mai tenuti in Thailandia, mentre i concerti di Taipei, seguiti da più di 90.000 persone, generarono interesse mediatico per mesi a Taiwan. Il 29 agosto 1993, giorno del suo 35º compleanno, Jackson si esibì nel primo dei due concerti al National Stadium di Kallang: in un momento di pausa il pubblico gli cantò Happy Birthday. Il pubblico totale, oltre 90.000 persone, diventò il più grande mai visto a Singapore. Il 15 settembre 1993 Jackson divenne il primo artista americano ad esibirsi a Mosca dalla dissoluzione dell'Unione Sovietica; il concerto fu il più sofisticato che i russi avessero mai visto fino ad allora; inoltre, durante la sua permanenza in un albergo della città, il cantante scrisse il brano Stranger in Moscow. Gli spettacoli successivi a Tel Aviv attirarono 80.000 spettatori la prima sera e oltre 100.000 la seconda, radunando il più grande numero di fans mai raggiunto nella storia del Paese, ad eccezione di alcune manifestazioni politiche. Gli ultimi concerti europei ad Istanbul e a Santa Cruz de Tenerife, con 50.000 spettatori a sera, divennero i più grandi eventi mai visti in Turchia e nelle Isole Canarie.

### America Latina
Le date del tour in America Latina registrarono numeri di partecipazione senza precedenti: i concerti di Buenos Aires e San Paolo in Argentina e Brasile furono visti da oltre 100.000 persone a sera, mentre gli ultimi cinque concerti del tour, tenuti allo Stadio Azteca di Città del Messico, furono seguiti da oltre 600.000 persone, il pubblico più grande mai radunato nella storia dello stadio e in Messico; Jackson infranse il record precedente da lui stesso stabilito al Wembley Stadium durante il Bad World Tour per «la serie di concerti di maggior successo della storia». L'attenzione mediatica suscitata da Jackson nel paese fu tale da far passare quasi inosservata la visita di Madonna, anch'ella negli stessi giorni a Città del Messico per la prima volta, con il suo Girlie Show Tour.

## Super Bowl XXVII Halftime Show
Secondo i piani originali, il Dangerous World Tour non avrebbe toccato gli Stati Uniti (alcune tappe furono pianificate ma mai confermate), pertanto Jackson decise di promuovere il suo album in patria nella pausa tra la prima e la seconda parte del tour, tramite alcune esibizioni speciali in programmi TV ed eventi molto seguiti. Il 16 gennaio 1993 ricevette un premio agli NAACP Image Awards, dove si esibì anche in un breve snippet di Will You Be There, il 17 gennaio si esibì alla cerimonia di inaugurazione del nuovo presidente degli Stati Uniti Bill Clinton, al National Mall di Washington, cantando We Are the World con gli altri artisti presenti, mentre, due giorni dopo, fu l'ospite principale del 42º gala presidenziale al Capital Centre di Landover dove cantò Gone Too Soon e Heal the World, ricevendo una standing ovation. Il 25 gennaio si esibì in Dangerous agli American Music Award.
Il 31 gennaio 1993 si esibì nell'Halftime Show del Super Bowl XXVII al Rose Bowl di Pasadena, dando al pubblico americano un assaggio di quello che era il Dangerous World Tour. Lo spettacolo ebbe inizio con delle immagini proiettate sugli schermi giganti jumbotron ai lati del campo, col cantante che ballava, volava verso l'alto e spariva dall'inquadratura, seguite da due sosia vestiti come lui che apparivano in cima agli schermi per poi sparire nuovamente in una nuvola di fumo, dando l'illusione che Jackson scomparisse e riapparisse da una parte all'altra del campo. Poco dopo, Jackson fu catapultato al centro del palco con il "toaster" e rimase immobile per oltre un minuto e mezzo, mentre il pubblico dello stadio andava in delirio. Durante Jam e Black or White la performance fu caratterizzata da effetti speciali e dalla partecipazione del pubblico presente, oltre 100,000 persone, che con dei pannelli formarono immagini contro il razzismo; durante We Are the World, cantata da un coro di 3,500 bambini e ragazzi dell'area di Los Angeles, tutto il pubblico compose coi pannelli immagini di bambini che si tenevano per mano. Nel finale di Heal the World apparve sul palco un enorme globo terrestre, lo stesso già usato durante la tournée, mentre in cielo venivano lanciati fuochi d'artificio. Anche i costumi, i ballerini e la band erano gli stessi del tour.
Quello di Jackson fu il primo Super Bowl durante il quale gli ascolti aumentarono durante l'intervallo invece che diminuire, come succedeva negli anni precedenti, tant'è che questa edizione dell'Halftime Show è considerata la più vista di sempre: Jackson registrò la più grande audience televisiva della storia per una esibizione dal vivo, stabilendo al tempo stesso il primato di audience della televisione americana; l'esibizione fu vista da 133,4 milioni di telespettatori nei soli Stati Uniti, oltre la metà della popolazione statunitense in quel momento, e da oltre 1 miliardo e 500 milioni di persone in altri 85 paesi. Nel maggio 1993 Jackson ottenne un record nel Guinness dei Primati per "l'esibizione con la più grande audience televisiva di sempre". Il successo dell'esibizione di Jackson diede inizio alla tradizione della NFL di invitare i più grandi artisti del mondo ad esibirsi nell'intervallo della finale. Come tradizione, Jackson non venne pagato per la sua performance, ma la NFL in cambio donò 100,000 dollari alla Heal the World Foundation.

### Scaletta
1. Introduzione
2. "The Toaster"
3. Why You Wanna Trip On Me (assolo iniziale) / Jam (ritornello)
4. Billie Jean (pre-ritornello e ritornello)
5. Black Or White
6. We Are the World (ritornello cantato da un coro di bambini)
7. Heal the World

## Problemi di salute, accuse e conclusione anticipata del tour

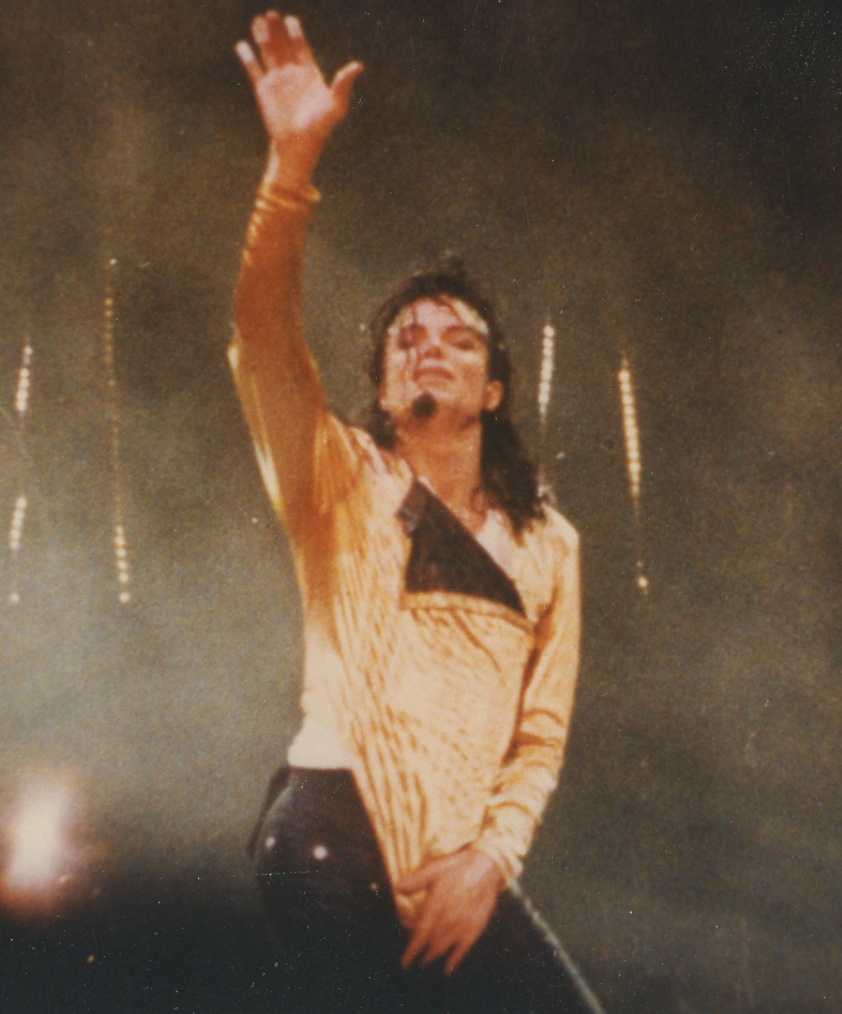
Michael Jackson si esibisce in Human Nature allo Stadio Brianteo di Monza il 6 luglio 1992

Durante il tour Jackson soffrì di diversi problemi di salute, come stress, insonnia, disidratazione, emicrania, febbre e influenza, problemi alle corde vocali e alla schiena, mal di denti e svenimenti, tanto da doverne rimandare o cancellare del tutto alcuni.
Il 23 agosto 1993, mentre si trovava a Bangkok, un giorno prima del concerto che avrebbe inaugurato la seconda parte del tour, fu accusato da un uomo di nome Evan Chandler di molestie sessuali nei confronti di suo figlio Jordan, detto Jordie o Jordy, allora tredicenne. Il cantante si esibì nonostante il trambusto mediatico che lo stava circondando, ma al termine del concerto collassò e nei giorni seguenti iniziò ad accusare un forte stress, che gli causò diversi malori e lo portò a divenire dipendente dagli antidolorifici. Oltre la metà delle date del tour vennero quindi cancellate e Jackson registrò dei messaggi per scusarsi dell'accaduto con i fan e ringraziarli per il loro appoggio e la loro comprensione. In settembre, mentre si trovava nella sua stanza d'albergo a Mosca, nell'occhio del ciclone delle TV e dei giornali, scrisse Stranger in Moscow, una canzone che parla di solitudine e senso di alienazione dal mondo e che sarebbe stata pubblicata nel suo successivo album in studio, HIStory, del 1995.
Il 12 novembre, dopo le date sold out di Città del Messico, si decise di sospendere il tour definitivamente, a causa delle condizioni precarie dell'artista, nonostante le numerose tappe ancora previste in Asia, Oceania e, anche se non confermate, in Nord America. Inseguito dai paparazzi e dai giornalisti, che avevano iniziato una caccia alle streghe nei confronti del cantante, Jackson si rifugiò prima in Svizzera nella villa privata dell'attrice, e sua migliore amica, Elizabeth Taylor, e, in seguito, volò in incognito a Londra per tentare di curare la sua dipendenza da antidolorifici in una clinica di riabilitazione che gli era stata consigliata dal cantante Elton John. Il 14 novembre arrivò l'annuncio che la Pepsi, sponsor ufficiale del tour, aveva deciso di rescindere il contratto a causa dell'annullamento dei concerti e del danno di immagine che le recenti accuse al cantante le avevano causato, tra i quali una bagarre con la Coca-Cola, sua storica rivale, che aveva approfittato della situazione mediatica creatasi intorno alla star: quando a Bangkok fu annunciato che Jackson aveva cancellato i suoi concerti per una presunta disidratazione, Coca-Cola acquistò annunci di mezza pagina nei due quotidiani in lingua inglese della Thailandia, il The Nation e il Bangkok Post, scrivendo: «Disidratato? C'è sempre Coca-Cola», mandando su tutte le furie sia Jackson che la Pepsi.
In una dichiarazione pubblica registrata e trasmessa su tutti i principali network, Jackson dichiarò:
(Michael Jackson, dichiarazione audio rilasciata ai maggiori media, 12 novembre 1993)

## IlRoyal Concertdel 1996
Il 16 luglio 1996, a quasi tre anni dalla fine del Dangerous World Tour e a circa due mesi dall'inizio del successivo HIStory World Tour, Michael Jackson fu invitato ad esibirsi nel sultanato del Brunei dal Sultano Hassanal Bolkiah, suo grande ammiratore, e all'epoca l'uomo più ricco del mondo, in occasione dei festeggiamenti per il suo 50º compleanno. Il Royal Concert, ad ingresso gratuito, fu eseguito al Jerudong Park di Bandar Seri Begawan alla presenza della famiglia reale e di un pubblico di 60,000 persone, in un'imponente area concerti appositamente costruita per l'occasione. Il sultano pagò Jackson intorno ai 17 milioni di dollari perché si esibisse al suo compleanno, la cifra più alta mai pagata per un concerto privato. Per mantenere segreti i dettagli dell'imminente tour, il Royal Concert era del tutto uguale al Dangerous Tour per quanto riguardava il palco, i costumi, le coreografie, molti degli arrangiamenti, parte della band e dei ballerini e la maggior parte della scaletta, con la sola eccezione di due nuove canzoni tratte dall'album HIStory, ovvero You Are Not Alone ed Earth Song, tanto che viene considerato da molti fan una sorta di ultima tappa del tour. Il piano originale era un remix del Bad Tour e del Dangerous Tour, come spiegato da Kenny Ortega; per il Bad Tour riguardo molti costumi e alcune coreografie, mentre per il Dangerous Tour riguardo alle restanti coreografie, alla maggior parte della scaletta e a molti effetti speciali. Ortega però non era stato il regista del Bad Tour, cosi decisero di concentrarsi solo sul Dangerous Tour.

### ScalettaRoyal Concert
- 1.  "Brace Yourself" (video) / "The Toaster" (introduzione)
- 2. Jam
- 3. Wanna Be Startin' Somethin'
- 4. Human Nature
- 5. Smooth Criminal
- 6. I Just Can't Stop Loving You (duetto con Marva Hicks)
- 7. She's Out of My Life
- 8. The Jackson 5 Medley:
  - I Want You Back
  - The Love You Save
  - I'll Be There
- 9. Thriller
- 10. Billie Jean
- 11. The Way You Make Me Feel (con intro lento come nella versione Grammy Awards 1988)
- 12. "Black Panther" (parte finale del video di Black or White)
- 13. Beat It
- 14. You Are Not Alone
- 15. Dangerous (versione MTV Video Music Awards 1995)
- 16. Black or White
- 17. Man in the Mirror (con un discorso conclusivo e ringraziamenti alla famiglia reale)

Encore:
- 18. Earth Song (eseguita nella versione World Music Award 1996 con cori a cappella sul finale)

## Date
| Data                           | Città                | Stato       | Luogo                 | Biglietti venduti |
| Europa                         | Europa               | Europa      | Europa                | Europa            |
| ------------------------------ | -------------------- | ----------- | --------------------- | ----------------- |
| 27 giugno 1992                 | Monaco di Baviera    | Germania    | Olympiastadion        | 72,000            |
| 30 giugno 1992                 | Rotterdam            | Paesi Bassi | Stadion Feijenoord    | 46,000            |
| 1 luglio 1992                  | Rotterdam            | Paesi Bassi | Stadion Feijenoord    | 46,000            |
| 4 luglio 1992                  | Roma                 | Italia      | Stadio Flaminio       | 40,000            |
| 6 luglio 1992                  | Monza                | Italia      | Stadio Brianteo       | 25,000            |
| 7 luglio 1992                  | Monza                | Italia      | Stadio Brianteo       | 25,000            |
| 11 luglio 1992                 | Colonia              | Germania    | RheinEnergie Stadion  | 50,000            |
| 15 luglio 1992                 | Oslo                 | Norvegia    | Valle Hovin           | 35,000            |
| 17 luglio 1992                 | Stoccolma            | Svezia      | Olympiastadion        | 35,000            |
| 18 luglio 1992                 | Stoccolma            | Svezia      | Olympiastadion        | 35,000            |
| 20 luglio 1992                 | Copenaghen           | Danimarca   | Gentofte Sportspark   | 30,000            |
| 22 luglio 1992                 | Werchter             | Belgio      | Werchter Park         | 60,000            |
| 25 luglio 1992                 | Dublino              | Irlanda     | Lansdowne Road        | 43,000            |
| 30 luglio 1992                 | Londra               | Regno Unito | Wembley Stadium       | 72,000            |
| 31 luglio 1992                 | Londra               | Regno Unito | Wembley Stadium       | 72,000            |
| 5 agosto 1992                  | Cardiff              | Regno Unito | Cardiff Arms Park     | 50,000            |
| 8 agosto 1992                  | Brema                | Germania    | Weserstadion          | 42,000            |
| 10 agosto 1992                 | Amburgo              | Germania    | Volksparkstadion      | 50,000            |
| 13 agosto 1992                 | Hameln               | Germania    | Weserberglandstadion  | 25,000            |
| 16 agosto 1992                 | Leeds                | Regno Unito | Roundhay Park         | 60,000            |
| 18 agosto 1992                 | Glasgow              | Regno Unito | Glasgow Green         | 50,000            |
| 20 agosto 1992                 | Londra               | Regno Unito | Wembley Stadium       | 72,000            |
| 22 agosto 1992                 | Londra               | Regno Unito | Wembley Stadium       | 72,000            |
| 23 agosto 1992                 | Londra               | Regno Unito | Wembley Stadium       | 72,000            |
| 26 agosto 1992                 | Vienna               | Austria     | Ernst Happel Stadion  | 50,000            |
| 28 agosto 1992                 | Francoforte sul Meno | Germania    | Commerzbank-Arena     | 60,000            |
| 30 agosto 1992                 | Ludwigshafen         | Germania    | Südweststadion        | 35,000            |
| 2 settembre 1992               | Bayreuth             | Germania    | Wild Stadion          | 32,000            |
| 4 settembre 1992               | Berlino              | Germania    | Jahn Sportpark        | 35,000            |
| 8 settembre 1992               | Losanna              | Svizzera    | Stade Olympique       | 45,000            |
| 13 settembre 1992              | Parigi               | Francia     | Bois de Vincennes     | 85,000            |
| 16 settembre 1992              | Tolosa               | Francia     | Stadium Municipal     | 40,000            |
| 18 settembre 1992              | Barcellona           | Spagna      | Stadio Lluís Companys | 60,000            |
| 21 settembre 1992              | Oviedo               | Spagna      | Estadio Municipal     | 55,000            |
| 23 settembre 1992              | Madrid               | Spagna      | Estadio Calderón      | 25,000            |
| 26 settembre 1992              | Lisbona              | Portogallo  | Estádio José Alvalade | 55,000            |
| 1º ottobre 1992                | Bucarest             | Romania     | Stadionul Național    | 90,000            |
| Asia                           |                      |             |                       |                   |
| 12 dicembre 1992               | Tokyo                | Giappone    | Tokyo Dome            | 45,000            |
| 14 dicembre 1992               | Tokyo                | Giappone    | Tokyo Dome            | 45,000            |
| 17 dicembre 1992               | Tokyo                | Giappone    | Tokyo Dome            | 45,000            |
| 19 dicembre 1992               | Tokyo                | Giappone    | Tokyo Dome            | 45,000            |
| 22 dicembre 1992               | Tokyo                | Giappone    | Tokyo Dome            | 45,000            |
| 24 dicembre 1992               | Tokyo                | Giappone    | Tokyo Dome            | 45,000            |
| 30 dicembre 1992               | Tokyo                | Giappone    | Tokyo Dome            | 45,000            |
| 31 dicembre 1992               | Tokyo                | Giappone    | Tokyo Dome            | 45,000            |
| Nord America                   |                      |             |                       |                   |
| Super Bowl XXVII Halftime Show |                      |             |                       |                   |
| 31 gennaio 1993                | Pasadena             | Stati Uniti | Rose Bowl             | 100,000           |
| Asia                           |                      |             |                       |                   |
| 24 agosto 1993                 | Bangkok              | Thailandia  | National Stadium      | 70,000            |
| 27 agosto 1993                 | Bangkok              | Thailandia  | National Stadium      | 70,000            |
| 29 agosto 1993                 | Singapore            | Singapore   | National Stadium      | 45,000            |
| 1º settembre 1993              | Singapore            | Singapore   | National Stadium      | 45,000            |
| 4 settembre 1993               | Taipei               | Taiwan      | Municipal Stadium     | 45,000            |
| 6 settembre 1993               | Taipei               | Taiwan      | Municipal Stadium     | 45,000            |
| 10 settembre 1993              | Fukuoka              | Giappone    | Fukuoka Dome          | 30,000            |
| 11 settembre 1993              | Fukuoka              | Giappone    | Fukuoka Dome          | 30,000            |
| Europa                         |                      |             |                       |                   |
| 15 settembre 1993              | Mosca                | Russia      | Stadio Lužniki        | 70,000            |
| Asia                           |                      |             |                       |                   |
| 20 settembre 1993              | Tel Aviv             | Israele     | Yarkon Park           | 70,000            |
| 21 settembre 1993              | Tel Aviv             | Israele     | Yarkon Park           | 100,000           |
| Europa                         |                      |             |                       |                   |
| 23 settembre 1993              | Istanbul             | Turchia     | Stadio BJK İnönü      | 48,000            |
| 26 settembre 1993              | Tenerife             | Spagna      | Puerto de Santa Cruz  | 45,000            |
| Sud America                    |                      |             |                       |                   |
| 8 ottobre 1993                 | Buenos Aires         | Argentina   | El Monumental         | 105,000           |
| 10 ottobre 1993                | Buenos Aires         | Argentina   | El Monumental         | 105,000           |
| 12 ottobre 1993                | Buenos Aires         | Argentina   | El Monumental         | 105,000           |
| 15 ottobre 1993                | San Paolo            | Brasile     | Estádio do Morumbi    | 100,000           |
| 17 ottobre 1993                | San Paolo            | Brasile     | Estádio do Morumbi    | 100,000           |
| 23 ottobre 1993                | Santiago del Cile    | Cile        | Estadio Nacional      | 70,000            |
| Nord America                   |                      |             |                       |                   |
| 29 ottobre 1993                | Città del Messico    | Messico     | Stadio Azteca         | 110,000           |
| 31 ottobre 1993                | Città del Messico    | Messico     | Stadio Azteca         | 110,000           |
| 7 novembre 1993                | Città del Messico    | Messico     | Stadio Azteca         | 110,000           |
| 9 novembre 1993                | Città del Messico    | Messico     | Stadio Azteca         | 110,000           |
| 11 novembre 1993               | Città del Messico    | Messico     | Stadio Azteca         | 110,000           |

### Cancellazioni e modifiche
- 14 aprile 1992: Lahore, Pakistan, Gaddafi Stadium; CANCELLATO (vietato dalle autorità).[167]
- 1 agosto 1992: Londra, Inghilterra, Wembley Stadium; Riprogrammato per il 23 agosto 1992 (Jackson aveva l'influenza).[168]
- 30 agosto 1992: Stoccarda, Germania, Neckarstadion; Spostato al Südweststadion di Ludwigshafen (per problemi di organizzazione).[169]
- 2 settembre 1992: Norimberga, Germania, Frankenstadion; Spostato al Wild Stadion di Bayreuth (per problemi di organizzazione).[170]
- 4 settembre 1992: Berlino, Germania, Maifeld; Spostato al Friedrich-Ludwig-Jahn-Sportpark (per problemi di organizzazione).[171][172]
- 6 settembre 1992: Gelsenkirchen, Germania, Parkstadion; CANCELLATO (Jackson si stava riprendendo da un intervento ai denti).[173]
- 11 settembre 1992: Basilea, Svizzera, St. Jakob Stadium; CANCELLATO (Jackson si stava riprendendo da un intervento ai denti).[174]
- 24 settembre 1992: Siviglia, Spagna, Estadio Villamarin; CANCELLATO (per problemi di organizzazione).[175]
- 29 settembre 1992: Bucarest, Romania, Lia Manoliu Stadium; Riprogrammato per il 1º ottobre 1992 (per problemi di organizzazione)
- 2 ottobre 1992: Smirne, Turchia, Stadio Izmir Alsancak; Riprogrammato per il 7 ottobre 1992; CANCELLATO (per problemi di organizzazione).[176]
- 4 ottobre 1992: Istanbul, Turchia, Stadio BJK Inonu; CANCELLATO (Jackson aveva un problema alle corde vocali).[176]
- 10 ottobre 1992: Atene, Grecia, Stadio Olimpico; CANCELLATO (Jackson aveva un problema alle corde vocali).[176]

Jackson eseguì 45 concerti dei 52 previsti nella prima parte del tour. Piani iniziali prevedevano anche concerti a Venezia in Italia e a Liverpool in Inghilterra; Jackson aveva inoltre pianificato di concludere il tour europeo nella Piazza Rossa a Mosca, in Russia. Prima di iniziare il tour europeo, Jackson aveva discusso anche la possibilità di esibirsi negli Stati Uniti nell'autunno 1992, con quattro concerti al Giants Stadium di East Rutherford e un concerto speciale al Central Park di New York.
- 15 e 16 agosto 1993: Hong Kong, Hong Kong, Sha Tin Racecourse; Riprogrammati per il 18 e 20 agosto 1993; CANCELLATI (In origine la seconda parte del tour doveva partire da Hong Kong, ma i concerti furono annullati per problemi con i residenti locali).[180][181]
- 25 e 26 agosto 1993: Pechino, Cina, Stadio dei Lavoratori; Riprogrammati per il 22 e 23 settembre 1993; CANCELLATI (per problemi di organizzazione e motivazioni politiche. Inizialmente Jackson aveva chiesto di potersi esibire in Piazza Tienanmen).[182][183][184]
- 25 agosto 1993: Bangkok, Thailandia, National Stadium; Riprogrammato per il 26, poi per il 27 agosto 1993 (Jackson era stato ricoverato a causa di una disidratazione).[185]
- 30 agosto 1993: Singapore, Singapore, National Stadium; Riprogrammato per il 1º settembre 1993 (Jackson era svenuto appena prima di salire sul palco).[185]
- 2 settembre 1993: Giacarta, Indonesia, Gelora Bung Karno Stadium; CANCELLATO (vietato dalle autorità)
- 7 settembre 1993: Seul, Corea del Sud, Stadio Olimpico; CANCELLATO (vietato dalle autorità);[186] sostituito da un concerto a Kuala Lumpur in Malaysia.[187]
- 7 settembre 1993: Kuala Lumpur, Malaysia, Merdeka Stadium; CANCELLATO (vietato dalle autorità).[188]
- 18 settembre 1993: Tel Aviv, Israele, Yarkon Park; Riprogrammato per il 20 settembre 1993; (per problemi di organizzazione).[189]
- 30 settembre e 2 ottobre 1993: Johannesburg, Sudafrica, Johannesburg Stadium; CANCELLATI (per problemi di sicurezza nel paese).[190]
- 9 ottobre 1993: Rio de Janeiro, Brasile, Stadio Maracanà; Riprogrammato per il 19 ottobre 1993; CANCELLATO (per problemi di organizzazione).[191]
- 12 ottobre 1993: San Paolo, Brasile, Estádio do Morumbi; Riprogrammato per il 15 ottobre 1993; (per problemi di organizzazione).[191]
- 21 ottobre 1993: Santiago, Cile, Estadio Nacional; Riprogrammato per il 25 ottobre 1993; CANCELLATO (Jackson aveva problemi alla schiena).[192]
- 26 ottobre 1993: Lima, Perù, Estadio Nacional; CANCELLATO (Jackson aveva problemi alla schiena).[192]
- 2, 4 e 6 novembre 1993: Città del Messico, Messico, Stadio Azteca; Riprogrammati per il 7, 9 e 11 novembre 1993 (Jackson si stava riprendendo da un nuovo intervento ai denti).[193][194]
- 6 novembre 1993: Monterrey, Messico, Parque Fundidora; Spostato all'Estadio de Bèisbol con una seconda data aggiuntiva (per problemi di organizzazione).[195]
- 8 novembre 1993: Guadalajara, Messico, Stadio Jalisco; CANCELLATO (per problemi di organizzazione).[195]
- 7 e 9 novembre 1993: Monterrey, Messico, Estadio de Bèisbol; Riprogrammati per il 19 e 21 novembre 1993; CANCELLATI (per problemi di organizzazione).[195]
- 9 e 10 novembre 1993: San Juan, Porto Rico, Estadio Juan Ramòn Loubriel; Riprogrammati per il 14 e 16 novembre 1993; CANCELLATI
- 12 novembre 1993: Caracas, Venezuela, Poliedro de Caracas; Riprogrammato per il 19 novembre 1993; CANCELLATO[196]
- 13 e 14 novembre 1993: Seul, Corea del Sud, Stadio Olimpico; Riprogrammati per il 25 e 26 novembre 1993; CANCELLATI (vietati dalle autorità).[186]
- 25 e 26 novembre 1993: Nuova Delhi, India, Jawaharlal Nehru Stadium; CANCELLATI[197][198]
- 29 e 30 novembre 1993: Dubai, Emirati Arabi, al-Maktoum Stadium; CANCELLATI[199]
- 3 e 5 dicembre 1993: Sydney, Australia, Sydney Cricket Ground; CANCELLATI[200]
- 8 dicembre 1993: Melbourne, Australia, Waverley Park; CANCELLATO[200]
- 12 dicembre 1993: Perth, Australia, Burswood Dome; CANCELLATO[200]
- 16 e 18 dicembre 1993: Auckland, Nuova Zelanda, Mt Smart Stadium; CANCELLATI[200]

Jackson eseguì solo 24 concerti degli oltre 50 previsti nella seconda parte del tour. Tutte le date dopo l'11 novembre 1993 furono cancellate a causa delle accuse di presunte molestie su minori e del successivo ricovero dell'artista in una clinica privata di Londra per le sue gravi condizioni di salute.
Una terza parte del tour era prevista per il 1994 negli Stati Uniti, in Canada e in India, ma mai confermata e, di conseguenza, non furono mai messi in vendita i biglietti:
- 26, 28 e 30 marzo 1994: New York, Stati Uniti, Yankee Stadium
- 3 aprile 1994: Filadelfia, Stati Uniti, Franklin Field
- 5 aprile 1994: Miami, Stati Uniti, Joe Robbie Stadium
- 7 aprile 1994: Houston, Stati Uniti, Reliant Astrodome
- 10 e 12 aprile 1994: Chicago, Stati Uniti, Wrigley Field
- 21, 23 e 25 aprile 1994: Los Angeles, Stati Uniti, Memorial Coliseum
- 2 e 4 maggio 1994: Toronto, Canada, SkyDome
- 6 maggio 1994: Montréal, Canada, Olympic Stadium
- 12 e 16 maggio 1994: Honolulu, Stati Uniti, Aloha Stadium
- 26 maggio 1994: Mumbai, India, Brabourne Stadium
- 28 maggio 1994: Nuova Delhi, India, Jawaharlal Nehru Stadium

## Trasmissione TV e home video
Il concerto eseguito da Jackson a Bucarest il 1º ottobre 1992 venne trasmesso in diretta in mondovisione da alcuni network, tra i quali HBO negli Stati Uniti, BBC One nel Regno Unito e Canale 5 in Italia. Del concerto esistono due versioni: il concerto col montaggio fatto in diretta, con alcuni errori di inquadrature (come il moonwalk ripreso continuamente dal davanti e non di lato come voleva l'artista), e quello rimontato su richiesta del cantante con l'aggiunta di vari nuovi angoli di ripresa e scene tratte da altri concerti del tour; questa seconda versione è stata pubblicata nel 2004 su DVD all'interno del Box Set Michael Jackson: The Ultimate Collection e, nel 2005, come DVD singolo con il titolo Live in Bucharest: The Dangerous Tour. Nel 2019 il concerto è stato pubblicato integralmente sul canale YouTube ufficiale di Jackson.

### Altri concerti reperibili
Ogni tappa del Dangerous Tour, così come per tutti i tour da solista di Jackson, è stata filmata e montata in diretta per gli schermi giganti dal regista per poi essere archiviata su una U-matic alla fine di ogni concerto dalla Nocturne Productions, su richiesta del cantante. La U-matic veniva poi riversata su VHS alla fine di ogni concerto in modo che Jackson, un perfezionista per sua stessa ammissione, potesse visionare ogni sera il concerto che aveva eseguito, su un normale VCR comodamente dalla sua camera di hotel, in modo da poter ricontrollare ogni secondo delle sue performance. Negli anni il cantante ha donato ad alcuni fan alcune di queste VHS, o le ha spesso dimenticate nelle camere degli hotel assieme ad altri video. Molte VHS di questi concerti, o delle prove, sono state reperite dai fan a partire dagli anni '90 e, in seguito, ricaricate on-line dagli stessi negli anni 2000 sul web dopo la nascita dei canali di video sharing come YouTube.
Qui di seguito sono elencate solo le tappe, e le immagini delle prove, che è possibile reperire nella loro interezza o quasi interezza:
- I filmati di una sessione di prove generali del tour dell'aprile 1992, tenutesi presso l'Air Force Base di San Bernadino, e due di prove del 15 e 16 agosto 1993, tenutesi a Culver City, sono reperibili on-line.[210][211][212][213]
- Parte della tappa di Città del Messico del 7 novembre 1993, venne mandata in onda dalla TV messicana lo stesso anno ed è pertanto reperibile on-line.[214]
- L'intera tappa di Buenos Aires del 12 ottobre 1993 è trapelata on-line nel 2013.[215]
- L'intera tappa di Brema dell'8 agosto 1992 è trapelata on-line nel 2015.[216]
- L'intera tappa di Oslo del 15 luglio 1992 è trapelata on-line nel 2017.[217]
- L'intera tappa di Copenaghen del 20 luglio 1992 è trapelata on-line nel 2019.[218]

## Staff

### Artista principale
Michael Jackson: cantante, ballerino, direttore musicale

### Band
- Direttore musicale: Greg Phillinganes (1992), Brad Buxer (1993)
- Batteria: Ricky Lawson
- Basso: Don Boyette
- Chitarra Solista: Jennifer Batten (1992), Becky Barksdale (1993), Slash (ospite a Oviedo e Tokyo)
- Chitarra Ritmica: David Williams
- Tastiera: Greg Phillinganes, Brad Buxer e Isaiah Sanders
- Cori: Siedah Garrett (anche cantante principale assieme a Jackson in I Just Can't Stop Loving You), Kevin Dorsey, Darryl Phinnessee, Dorian Holley

### Ballerini
- LaVelle Smith Jr (anche co-coreografo in alcuni pezzi)
- Travis Payne (anche co-coreografo in alcuni pezzi)
- Jamie King
- Damon Navandi
- Randy Allaire
- Eddie Garcia
- Michelle Berube-Schneider
- Yuko Sumida
- Bruno Falcon

### Altri
- Ideazione e creazione spettacolo: Michael Jackson e Kenny Ortega
- Regista spettacolo: Kenny Ortega
- Coreografie: Michael Jackson, LaVelle Smith, Travis Payne, Kenny Ortega (Jam, Dangerous, Black or White), Vincent Paterson (Smooth Criminal, The Way You Make Me Feel), Michael Peters (Thriller, Beat It)
- Progetto set: Tom McPhillips
- Lightning Designer: Peter Morse[219]
- Costumi: Michael Lee Bush e Dennis Tompkins
- Hair & Makeup: Karen Faye
- Tour program: John Coulter
- Regista e Montaggio Video in presa diretta : Peggy Holmes
- Fotografo ufficiale: Sam Emerson
- Assistenza ai trucchi di illusionismo: David Copperfield
- Rocket Man: Kinnie Gibson

### Produzione
- Produttore: MJJ Productions
- Vicepresidente delle comunicazioni MJJ Productions: Bob Jones
- Tour manager: Paul Gongaware
- Production manager: Chris Tervit
- Produttore esecutivo: Benny Collins
- Coordinatore di produzione: Caprise Arreola
- Stage manager: Harold Jones
- Costruzione set: Michael Tait